# Югославски войни
Югославските войни, срещано понякога и с обобщеното Югославска война, са серия военни конфликти в периода 1991-2001 г. на територията на Югославия, които са свързани с разпадането ѝ и преразпределението на територията, населението и ресурсите ѝ между бившите субекти на федерацията и които в крайна сметка довеждат до изчезването на държавата от политическата карта на света чрез учредяването на съюза Сърбия и Черна гора.
До избухването на войната в Украйна на 24 февруари 2022 г., югославските войни представляват най-сериозният военен сблъсък в Европа след Втората световна война и са последвани от значима промяна в политическата география на Балканите. По принцип те се определят като поредица етнически конфликти между сърби, от една страна, и словенци, хървати, бошняци и албанци, от друга, като включват в себе си също хърватско-босненския конфликт в Босна и Херцеговина и конфликта между албанци и македонци в Република Македония.
Югославските войни са породени от установения в бивша Югославия обществено-политически и социално-икономически режим, експлоатиран от великите сили – победителки в Световните войни през 20 век, и са катализирани от етническите и религиозни разделения в бившата федерация. Югославските войни са най-кървавият военен конфликт в Европа след Втората световна война.
За установяването и наказването на военните престъпления, извършени по време на войните, е създаден извънреден международен съд известен като Международен наказателен трибунал за бивша Югославия (ICTY).

## Хронология на войните
Дълго дебатиран е и въпросът дали войната е гражданска или война на репресии. Босненци и много хървати твърдят, че войната е породена от сръбската и хърватската агресия, базирана на Караджорджевото споразумение, докато сърбите я приемат като гражданска война.
Вследствие на кланетата при Сребърница и Маркале НАТО се намесва във войната през 1995 г. с операция „Преднамерена сила“, целяща да подкопае военната способност на армията на Република Сръбска, която заплашва да атакува обозначените от ООН „безопасни зони“ в Босна и Херцеговина. Войната приключва след подписване на Общо рамково споразумение (General Framework Agreement) за мир в Босна и Херцеговина в Париж на 14 декември 1995 г.
Според последни проучвания броят на убитите през войната хора възлиза на 100 000–110 000 и 1.8 милиона, загубили дома си. Изследване от 2007 г. показва, че повечето от намерените 97 207 документирани жертви (цивилни и войници) са босненци (66%), следвани от сърби (25%), хървати (8%) и малък брой албанци и роми. Босненци страдат и от много цивилни жертви (83%) сравнено със сърбите (10%) и хърватите (5%). Систематични са изнасилванията на жени, специално в Източна Босна, извършени от боснески сърби (изчислен приблизително броят на изнасилените жени варира от 20 000 до 50 000). Голяма част от жертвите са и деца.
Според детайлния доклад за войната, направен от Централно разузнавателно управление, 90% от военните престъпления в Босненската война са направени от сърби. През 2005 г. конгресът на САЩ излиза с резолюция, обявяваща, че сръбската политика на агресия и етническо прочистване съвпада с термина геноцид. До началото на 2008 г. 45 сърби, 12 хървати и 4 босненци са осъдени заради военни престъпления от ICTY във връзка с югославските войни през 90-те. Сърбите и хърватите са осъдени заради систематични военни престъпления, а босненците заради индивидуални такива. Някои от високопоставените политически и военни лидери на Сърбия, както и на Хърватия, са осъдени заради военни престъпления, докато срещу други продължават да се водят дела в ICTY. Геноцидът е най-сериозното военно престъпление, в което са обвинени сърбите – престъпление срещу човечеството.
Югославските войни се подразделят на 3 периода:
1. Конфликти, свързани с разпадането на Югославия:
- Десетдневната война в Словения (1991 г.)
- Войната в Хърватия (1991 – 1995)
- Войната в Босна и Херцеговина (1992 – 1995)

2. Конфликти в районите в бивша Югославия, населени с албанци:
- Косовската война (1998 – 1999)
- Конфликтът в долината на Прешево (1999 – 2001)
- Конфликтът в Република Македония (2001 г.)

3. Военни действия на НАТО в бивша Югославия:
- Операция „Преднамерена сила“ (Босна и Херцеговина, 1995)
- Въздушна интервенция на НАТО срещу Югославия (1999 г.)